# Marquesado de Casa Ramos de la Real Fidelidad
El marquesado de Casa Ramos de la Real Fidelidad es un título nobiliario español, creado por el monarca Fernando VII de España en 1818 a favor de don José Antonio Ramos y Fernández.

## Historia del Marquesado de Casa Ramos de la Real Fidelidad
- José Antonio Ramos y Fernández, I marqués de Casa Ramos de la Real Fidelidad natural de la villa de San Andrés de la Graña, en Mondoñedo, hijo de Vicente Ramón Ramos y Fernández Villamil, natural de Ribadeo, y de su esposa María Andrea Fernández de Agrela.[1] Fue magistrado y ministro de la Real Audiencia de Puerto Príncipe, en la isla de Cuba, y Honorario de la de México, Gentilhombre de Cámara de Su Majestad, caballero de la gran cruz de la Orden de Isabel la Católica y condecorado con la Flor de Lis de la Vendée, de Francia.[1] Se casó en primeras nupcias con Luisa Joaquina León y Fantini, con sucesión femenina, y en segundas, en la catedral de La Habana el 3 de septiembre de 1809, con Josefa Gabriela Chávez Bello.[1]  Le sucedió su hijo del segundo matrimonio;

- Vicente José Ramos y Chávez (baut. Catedral de La Habana, 18 de julio de 1810-La Habana, 16 de septiembre de 1843), II marqués de Casa Ramos de la Real Fidelidad. Fue capitán de infantería de milicias, gentilhombre de la Cámara de Su Majestad y Caballero de la Orden de Calatrava.[1]

- Francisco Tiburcio Hernández y Ramos,  III marqués de Casa Ramos de la Real Fidelidad.

- Concepción Hernández y Ramos,  IV marquesa de Casa Ramos de la Real Fidelidad. Tomo la sucesión el 13 de marzo de 1847 al fallecimiento, un año anterior, de su hermano. Casó con Adolfo de Yanguas Velandia y Hernández, I marqués de Eliana.

- María de las Nieves Yanguas Velandia y Hernández, V marquesa de Casa Ramos de la Real Fidelidad, recibiendo el título el 20 de febrero de 1900. Casada con Vicente Mariano Noguera y Aquavera Sotolongo y Arahuete. V marqués de Cáceres  y grande de España.[2][3]

- Juan Bautista Noguera Yanguas (Valencia, 16 de enero de 1884-2 de noviembre de 1936), VI marqués de Casa Ramos de la Real Fidelidad y VI marqués de Cáceres[2][4] gentilhombre de Cámara de S.M. Se casó en Madrid el 14 de junio de 1912 con María del Dulce Nombre Espinosa de los Monteros y González Conde.[3] Murió asesinado en 1936, víctima de la represión republicana.

- María del Dulce Nombre Espinosa de los Monteros y González-Conde Abellán y García, VII marquesa de Casa Ramos de la Real Fidelidad.

- Juan María Noguera y Merle, VIII marqués de Casa Ramos de la Real Fidelidad, VII marqués de Cáceres,[2] III marqués de La Eliana, y grande de España. Empresario vitivinicultor (Bodegas marqués de Cáceres de la familia Forner).

- Vicente José Noguera y Hernández, IX marqués de Casa Ramos de la Real Fidelidad.[5][6]